# Gymnopternus minutus
Gymnopternus minutus är en tvåvingeart som beskrevs av Friedrich Hermann Loew 1861. Gymnopternus minutus ingår i släktet Gymnopternus och familjen styltflugor.
Artens utbredningsområde är Iowa. Inga underarter finns listade i Catalogue of Life.